# 落合里泉
落合 里泉（おちあい さとみ、現姓:白濱、1991年5月28日 - ）は、日本の元女子バスケットボール選手である。ポジションはセンターガード。165cm、57kg。

## 人物
埼玉県出身。
埼玉栄高校でインターハイ、ウインターカップに出場し、国体では優勝。
白鷗大学進学後、インカレ3位。
4年時にはユニバーシアード出場。
2014年、羽田ヴィッキーズ入団。2017年、シャンソンVマジックに移籍。
2019年4月、3x3のTOKYO DIMEに加入
2019年6月、大学時代の同期で同じバスケットボール選手の白濱僚祐と入籍した事を発表した。

## 経歴
- 児玉小 - 児玉中 - 埼玉栄高校 - 白鷗大 - 羽田（2014年〜2017年） - シャンソン（2017年～）

## 日本代表歴
- 2013ユニバーシアード